# The Amazing Spider-Man (jeu vidéo, 2012)
Pour les articles homonymes, voir The Amazing Spider-Man (homonymie).
The Amazing Spider-Man est un jeu vidéo d'action développé par Beenox Studios et édité par Activision en 2012 sur PlayStation 3, Xbox 360, Wii et Nintendo 3DS, ainsi que sur Nintendo DS. Le jeu est sorti sur Wii U le 8 mars 2013 et sur PlayStation Vita le 22 novembre 2013.
Le jeu a également été développé par Gameloft pour les  plateformes mobiles iOS et Android. Il est disponible au prix de 5,49 € sur leurs marchés d'applications respectifs.
Distribué un mois avant la sortie du film portant le même nom, The Amazing Spider-Man, les développeurs ne se sont pas contenté de créer une simple adaptation du film. Ils ont imaginé un scénario original qui se place dans la continuité des événements du long métrage.

## Synopsis
Ce jeu est une suite du film.
Plusieurs mois se sont écoulés depuis que le Lézard a voulu transformer la ville en mutants. Oscorp tente de se faire une nouvelle image. Gwen, pensant qu'il ne s'agit que d'un mensonge, décide d'enquêter avec Peter. Mais surprise, ces deux vont découvrir qu'en réalité le docteur Alistair Smythe a poursuivi les recherches de Connors. Et le pire se produit : les créatures mutantes s'échappent et l'une d'elles porte un virus qui transforme les humains en mutants. Tous les chercheurs d'Oscorp sont contaminés et la ville court le même risque. Spider-Man décide de libérer le Dr Connors pour créer un antidote et guérir tout le monde...
Le jeu se divise en 13 chapitres.

## Système de jeu

### Personnages
| Liste de personnages jouables |
| --- |
| - Peter Parker / Spider-Man : le personnage jouable - Gwen Stacy : la petite amie de Peter - Curt Connors / Le Lézard : prisonnier à l'asile Beloit, il fournira à Spider-Man l'antidote pour guérir les infectés. - Alistaire Smythe : l'ennemi principal du jeu. Il perdra l'usage de ses deux jambes à la suite d'un antidote raté de Connors. - Whitney Chang : journaliste qui demandera de prendre des photos à Spider-Man pour ses articles. - Felicia Hardy / La Chatte Noire : cambrioleuse attirée par Spider-Man. - Le XTreme Reporter : journaliste à sensation qui fait faire des acrobaties à Spider-Man. - Stan Lee : un ami de la famille Parker et propriétaire de l'appartement actuel de Peter.Personnage jouable dans un DLC |